# 週末のStranger
「週末のStranger」（しゆうまつのストレンジャー）は、2017年5月17日にリリースされた、稲垣潤一2曲目の配信限定シングル。日本テレビ系「ぶらり途中下車の旅」エンディングテーマ。